# Alois Bauer (odbojář)
Alois Bauer (23. května 1926 Olešnice – 14. dubna 1945 Brno, Kounicovy koleje) byl během druhé světové války člen protifašistické odbojové organizace Předvoj. Provedl společně s Vladimírem Blažkou atentát na SS-Hauptsturmführera Augusta Gölzera, který byl po Reinhardu Heydrichovi druhým nejvyšším představitelem nacistické organizace SS, na něhož byl v Protektorátu Čechy a Morava proveden úspěšný atentát.

## Život před atentátem
Alois Bauer se narodil 23. května 1926 v Olešnici na Moravě. Po ukončení základního školního vzdělání pracoval jako pekařský učeň v Brně. Na začátku února 1945 se stal společně se svým bratrancem V.Blažkou členem odbojové organizace Předvoj, kde působil pod krycím jménem „Sochor".

## Atentát na Augusta Gölzera
Dne 7. února 1945 ve večerních hodinách provedl Bauer společně s Blažkou v Brně na Nerudově ulici atentát na SS Hauptsturmführera Augusta Gölzera. Blažka vystřelil na Gölzera čtyři rány z pistole. Teprve čtvrtý výstřel zasáhl Gölzera, který se stihl ukrýt v domě. Záchranný vůz dorazil se značným zpožděním a odvezl zraněného na chirurgické oddělení na Žlutém kopci, kde byl hned operován. August Gölzer zemřel v noci ze 7. na 8. února 1945 v 0.30 hodin.

## Dopadení a smrt
Jména Bauera a Blažky vyzradil gestapu zatčený velitel branného referátu Předvoje ing.arch.Vladimír Tišnovský. Oba byli 22. 3. 1945 zatčeni a podrobeni brutálním výslechům. Z příkazu státního ministra a vyššího vedoucího policie a SS K. H. Franka, jenž si při návštěvě Brna na jaře 1945 vyžádal dokumentaci Gölzerova případu, byli Bauer s Blažkou 14. dubna 1945 na dvoře Kounicových kolejí zastřeleni ranou do týla. Popravu vykonal osobně vedoucí exekutivního oddělení, kriminální rada brněnského gestapa Otto Koslowski.
Těla obou bratranců byla pochována na čestném místě Ústředního hřbitova v Brně ve skupině 25. Oba byli vyznamenáni Československým válečným křížem in memoriam. Partyzán-poručík V.Blažka-Poruba 19. července 1946 a A.Bauer 13. dubna 1946 .